# Zonnewijzer (Albert Boeken)
Zonnewijzer is een kunstwerk van Albert Boeken in Den Haag.

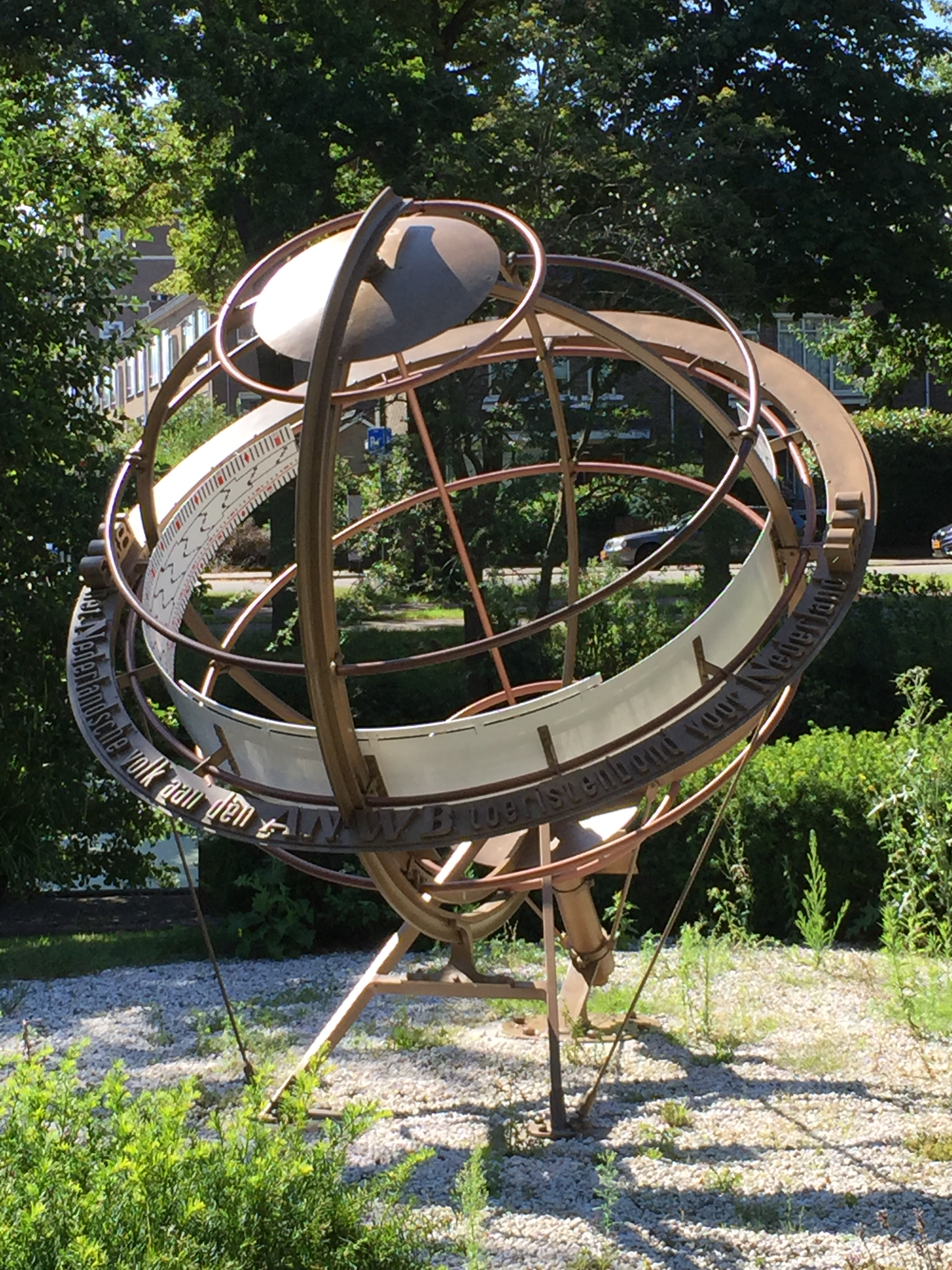
De zonnewijzer in 2020

Het is een monument ter ere van het vijftigjarig bestaan van de ANWB. Voor dat jubileum schreef de vereniging in 1933 een besloten prijsvraag uit, waarop een jury uit vier ontwerpen de winnaar koos; een zonnewijzer van de architect Albert Boeken. Volgens De Telegraaf wilde Boeken met dit beeld de eenheid van zon, hemel en natuur enerzijds en de mens anderzijds weergeven. Tevens weerspiegelt het beeld de drang van de mens naar de natuur, maar ook de afhankelijkheid van de mens van diezelfde natuur. Het dagblad omschreef het als een tijdloos apparaat. Het originele beeld droeg de inscriptie
Het Nederlandsche Volk aan de A.N.W.B. Toeristenbond voor Nederland 1883-1933.
Het beeld werd geplaatst aan het eind van de Noorder-Amstellaan, op 8 mei 1946 hernoemd tot Churchill-laan vlak voor de Kinderbrug richting het Muzenplein. Die plek sloot aan op de beeldhouwwerken van onder andere Hildo Krop rondom die brug.
De onthulling zou op 22 september 1934 plaatsvinden, maar werd uitgesteld omdat het samenstel van materialen niet op tijd geleverd kon worden. De ontwerper heeft daarop de grondplaat nog laten aanpassen met de weergave van een kaart van Nederland en verschillende vormen van toerisme. Uiteindelijk werd het beeld in december 1934 onthuld. Het beeld stond toen op een plaat van natuursteen (poullonaie) waarop enkele bronzen meridianen en breedtegraden en bol weergeven. Het beeld geeft zo zelf massa weer, maar heeft die massa niet. Op de “evenaar “ werd de opdracht weergegeven Bij de onthulling, onder toeziend oog van burgemeester Willem de Vlugt, werd het beeld overgedragen aan de gemeente Amsterdam. Albert Boeken gaf in een kleine toespraak een toelichting op dit beeld. Het beeld had toen ook uitzicht op de door Boeken ontworpen Apollohal, die aan de overzijde van het Muzenplein staat.
Begin jaren zeventig werd het beeld verwijderd. De Churchill-laan was een dermate drukke verkeersader geworden dat het niet denkbeeldig was dat het beeld zou sneuvelen. Ook vreesde men vernielzucht. Op de plaats van de Zonnewijzer kwam in 1975 het beeld Verschuivingen van Ben Guntenaar, een betonnen kolom. De zonnewijzer verhuisde na een restauratie naar het hoofdkantoor van de ANWB aan de Wassenaarseweg 220 in Den Haag. In 2017 volgde opnieuw een restauratie, waarop het beeld rond juni 2017 werd herplaatst. Ook nu liep de “bouw” uit; door het samenstel van materialen en de voorspelde invloed van de zilte zeelucht, duurde de restauratie geen zes maar eenentwintig weken.